# 배리 보츠윅
배리 보스트윅(Barry Bostwick, 1945년 2월 24일 ~ )은 미국의 배우이다.

## 출연 작품

### 영화
- Jennifer on My Mind (1971)
- 판타스틱 플래닛 (1973) - 목소리
- 록키 호러 픽쳐 쇼 (1975)
- 무비 무비 (1978, Movie Movie)
- 비상 착륙 (1981, Red Flag: The Ultimate Game)
- 메가포스군단 (1982, Megaforce)
- 사랑과 욕망 (1985, Deceptions)
- 사랑의 곡예사들 (1988, Addicted to His Love)
- 하와이 허니문 (1989)
- 캡티브 (1991, Captive)
- 베니의 주말 2 (1993)
- 파멸의 선 (1993, Between Love and Hate)
- 아마존의 추적자 (1993, Eight Hundred Leagues Down the Amazon)
- 위험한 신부 (1993, Praying Mantis)
- 다니엘 스틸 - 영원한 행복 (1994, Once in a Lifetime)
- 베일 속의 음모 (1994, In the Heat of Passion II: Unfaithful)
- 메탈비스트 (1995)
- 여비서 (1995, The Secretary)
- 스파이 하드 (1996)
- 키드 특공대 (1996, The Secret Agent Club)
- 각가지 크리스마스 (1996, A Different Kind of Christmas)
- 맨 인 화이트 (1998, National Lampoon's Men in White)
- 101마리 강아지 2: 패치의 런던 대모험 (2003) - 목소리
- Swing (2003)
- 스컬스 3 (2003, The Skulls III)
- 체스넛: 센트럴 파크의 영웅 (2004, Chestnut: Hero of Central Park)
- 이브닝 (2007)
- 낸시 드류 (2007)
- Holiday Baggage (2008)
- 춤추는 할리우드 - 뮤지컬의 역사 (2008-09, Hollywood Singing and Dancing) - 다큐멘터리 시리즈
- 한나 몬타나: 더 무비 (2009)
- 미스 노바디 (2010, Miss Nobody)
- 퍼시픽 모비딕 (2010)
- 베드룸 (2010)
- Secrets of the Mountain (2010)
- The Selling (2011)
- 죽이고 싶었습니다 (2011)
- Home Run Showdown (2012)
- FDR: American Badass! (2012)
- Finding Joy (2013)
- Destruction: Las Vegas (2013)
- 알렐루야! 더 데블스 카니발 (2015, Alleluia! The Devil's Carnival)
- 스콜피온 킹: 더 로스트 스론 (2015)
- 11월의 원칙 (2015, November Rule)
- 테일즈 오브 할로윈 (2015)
- Three Days in August (2016)
- Diani & Devine Meet the Apocalypse (2016)

### 텔레비전
- 여걸 엠마 (1984, A Woman of Substance)
- 전쟁과 추억 (1988)
- 이야기 도시 (1996-2002)
- 성범죄수사대: SVU (2004-07)
- Out of Practice (2005-06)
- 어글리 베티 (2007)
- 피니와 퍼브 (2007-12) - 목소리
- 커트니 콕스의 러브 앤 프렌즈 (2010-14)